# Alleanza mosaica

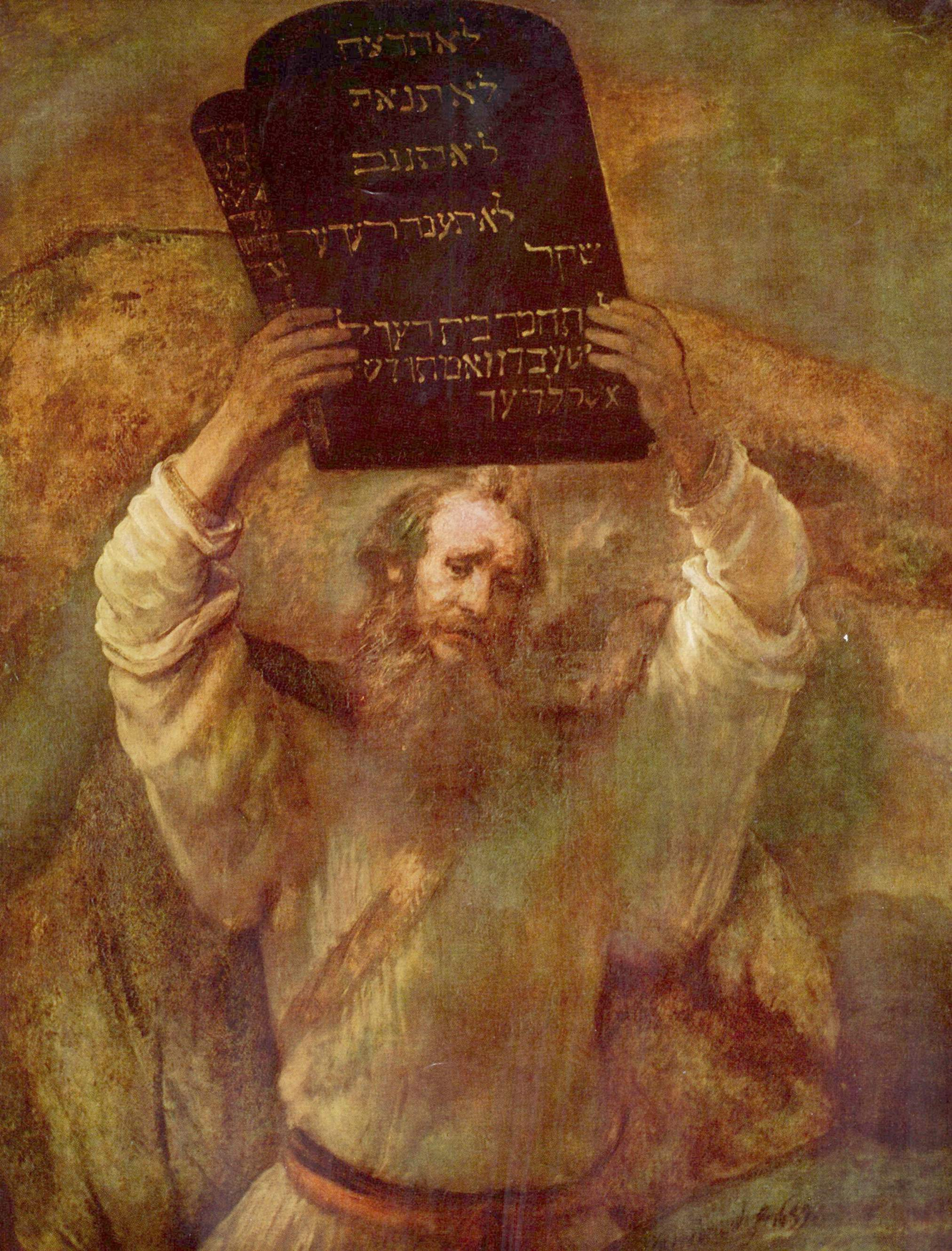
"Mosè con i Dieci Comandamenti" (Rembrandt, 1659)

L'Alleanza mosaica (dal nome di san Mosè), nota anche come Patto Sinaitico (dal biblico Monte Sinai), si riferisce a un patto tra Dio e gli Israeliti, compresi i loro proseliti, che non si limita ai Dieci comandamenti né all'evento in cui furono dati, bensì include la totalità delle leggi divine che Mosè rivelò nei cinque libri della Torah.

## Analisi storico-critica
Il concetto di alleanza iniziò molto prima dell'era biblica, in particolare all'inizio della storia di Israele. Secondo George E. Mendenhall, le alleanze furono originariamente stabilite come consuetudini giuridiche e solamente in un secondo momento furono replicate nel campo della religione. Questi patti sono stati creati sulla base di un giuramento, una promessa tra due parti seguita da una prestazione. Impegnarsi in un giuramento implicava che la parte più potente si sarebbe assicurata che l'altra ricevesse una punizione adeguata in caso di inadempienza. Nel caso della religione, la punizione sarebbe eseguita dalla(e) divinità. Tali patti assicuravano che le benedizioni o le maledizioni avessero luogo in risposta alle circostanze. Il patto tra le parti tra Dio e Abramo seguì la forma di un patto sovrano; ciò che è significativo è che Israele non ha doveri da sostenere: il patto non è condizionale. Le future alleanze tra Israele e Dio furono invece condizionate. Questo aspetto è chiaramente espresso in Deuteronomio 11:13–21, che è recitato due volte al giorno come parte della preghiera fondamentale, lo Shema. Questo passaggio dichiara che finché Israele sarebbe rimasto fedele a Dio sarebbe stato anche benedetto con ampi raccolti, mentre se avesse seguito altri dei, la terra non lo avrebbe sostenuto. L'inosservanza di questo patto comportava un prezzo elevato.
Mendenhall tratta anche la relazione tra i legami di sangue e la nozione di patto. Senza il legame di sangue tra Abramo, Isacco e Giacobbe, progenitori di Israele, i patti sarebbero l'unico modo per garantire l'unificazione di un gruppo religioso. Secondo Mendenhall, le alleanze potrebbero essere iniziate con l'opera di Mosè o durante un qualche evento storico reale con un'ambientazione valida. Indipendentemente dalle teorie, la creazione di alleanze sarebbe rimasta un mistero per gli studiosi nei secoli a venire, tuttavia, il ricorso alle alleanze nelle fonti bibliche è un fatto innegabile.
Secondo Mendenhall, il patto non era solo un'idea, ma un evento storico realmente accaduto. Questo evento fu la formazione della comunità legata a questa Alleanza. Vagando nel deserto, i clan lasciarono l'Egitto seguendo Mosè. Queste persone erano tutte di origini diverse, senza alcuno status giuridico all'interno di una qualche comunità sociale. La loro comunità si costituì mediante un patto i cui testi si trasformarono nel Decalogo (Dieci Comandamenti). Tuttavia, gli Israeliti non si legarono a Mosè come loro capo e Mosè non faceva parte del patto. Egli era considerato come una figura storica e come una sorta di messaggero. Gli Israeliti seguirono la forma del trattato di sovranità, un particolare tipo di patto che era comune nel Vicino Oriente e che li obbligava ad obbedire alle disposizioni stabilite da Yahweh, e non a Mosè.
Oltre al contributo e alla prospettiva di Mendenhall, Weinfeld sostiene che ci sono due forme di patti che si sono verificati in tutta la Bibbia ebraica: 1.) il tipo obbligazionario e 2.) il tipo promissorio (cambiario). Questi patti si traducono in un "trattato politico" come evidenziato dall'Impero ittita e in una "sovvenzione reale" come mostrato attraverso i patti con Abramo e David. Un trattato comporta una promessa al padrone da parte del vassallo e, in definitiva, protegge i diritti del padrone. Ciò di conseguenza funziona in un modo che promuove la futura lealtà del vassallo sin in cambio dei pregressi favori da parte del sovrano. Una sovvenzione, d'altra parte, riguarda un obbligo del padrone nei confronti del suo servitore a garanzia della tutela dei suoi diritti.
Questo metodo di alleanza enfatizza la gratificazione della lealtà gratificante che scaturisce dalle buone azioni già compiute. Weinfeld afferma che tale patto presenta il carattere di un trattato. Allo stesso modo, stabilisce una serie di parallelismi fra il patto abramitico-davidico e una concessione reale. Nonostante le numerose teorie sui patti nel Vicino Oriente Antico, Weinfeld assicura ai suoi lettori che i patti esposti nell'Antico Testamento appartengono al tipo obbligazionario o a quello promissorio.
In un articolo che confronta patti e forme di trattati comuni all'epoca, Mendenhall si concentra sui trattati di sovranità ittiti. Questi trattati, stabiliti tra un imperatore (sovrano) e un re inferiore (vassallo), erano definiti da diversi elementi importanti. I trattati erano basati su aiuti passati o patrimoni che il sovrano aveva precedentemente affidati al vassallo e sulle obbligazioni che questi aveva contratto nei confronti del sovrano. Secondo Mendenhall, questo tipo di rapporto è simile a quello sotteso dall'alleanza mosaica e il Decalogo. Dio aveva liberato gli israeliti dall'Egitto durante l'Esodo, in cambio della fedeltà ai comandamenti del Decalogo. In quanto sovrano, Dio non aveva ulteriori obblighi nei confronti degli Israeliti, sebbene fosse implicito che Dio avrebbe continuato a proteggerli in conseguenza del patto.

## Ebraismo
Nella Bibbia ebraica, Dio stabilì l'alleanza mosaica con gli Israeliti dopo averli salvati dalla schiavitù d'Egitto. Mosè guidò gli israeliti nella Terra promessa conosciuta come Canaan.

## Cristianesimo

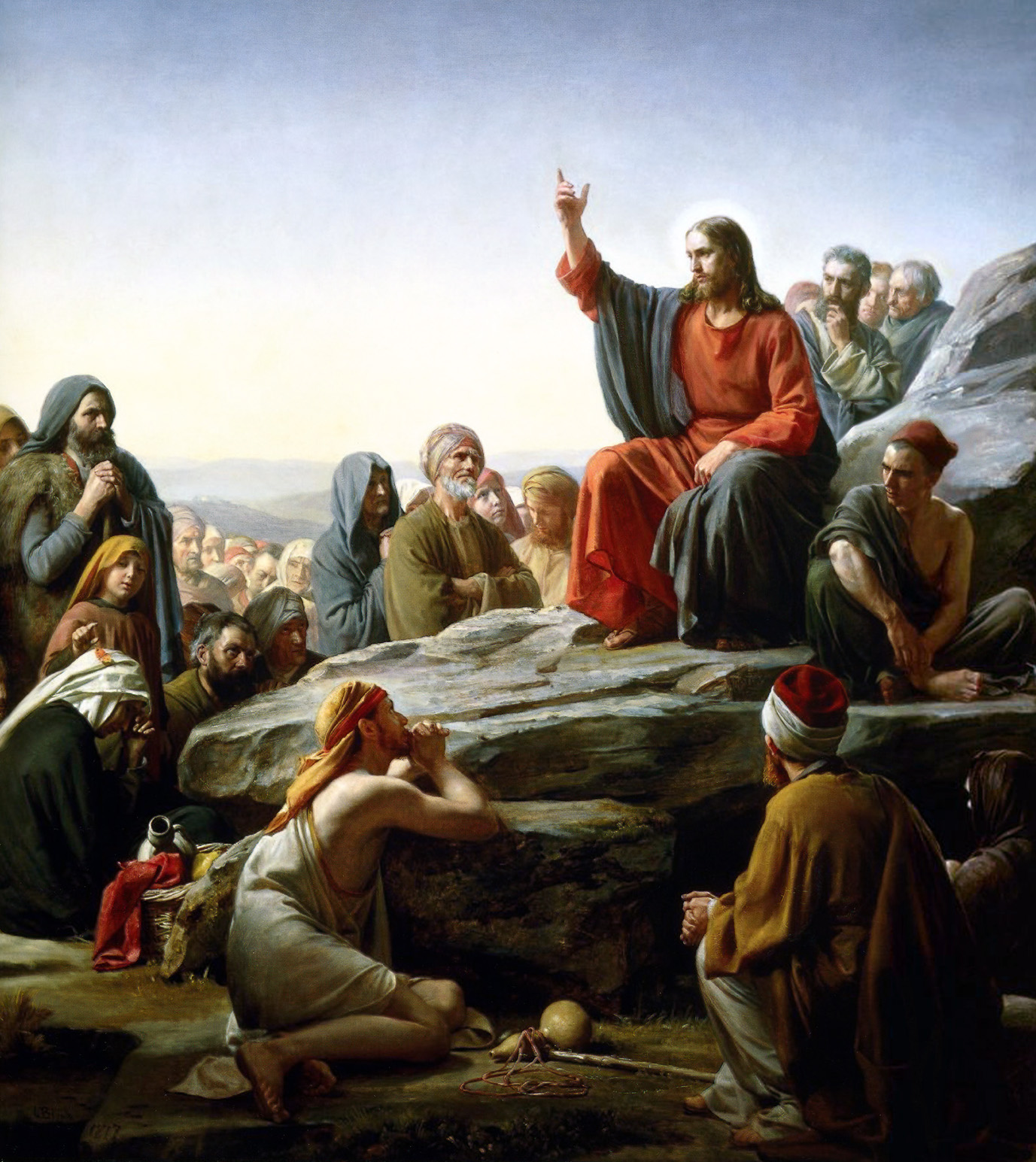
Un dipinto del famoso Discorso della Montagna nel quale Gesù commentò la Vecchia Alleanza. La teologia cristiana afferma che Cristo è il mediatore della Nuova Alleanza (cfr.). Dipinto del pittore danese Carl Heinrich Bloch.

Il Patto Mosaico o Legge di Mosè, che i cristiani generalmente chiamano "Vecchia Alleanza" in contrapposizione con la Nuova Alleanza, svolse un ruolo importante nella formazione del Cristianesimo. Fu la fonte di serie controversie risultanti nell'esposizione della Legge da parte di Gesù durante il suo Discorso della Montagna, nella controversia sulla circoncisione nel Cristianesimo primitivo e nell'incidente di Antiochia, controversie che indussero gli studiosi a contestare il rapporto tra Paolo di Tarso e il giudaismo. 
Il Libro degli Atti afferma che dopo l'Ascensione di Gesù, santo Stefano, il primo martire cristiano, fu ucciso con l'accusa di aver parlato contro il Tempio di Gerusalemme e la Legge mosaica (Atti 6:8-14).
In Atti 15:1-21, il Concilio di Gerusalemme affrontò la controversia sulla circoncisione nel Cristianesimo primitivo.